# Підопригори
Підоприго́ри — село в Україні, у Лебединській міській громаді Сумського району Сумської області. Населення становить 476 осіб. До 2020 орган місцевого самоврядування — Підопригорівська сільська рада.

## Географія
Село Підопригори знаходиться за 2,5 км від правого берега річки Грунь. На відстані 1 км розташоване село Павленкове, за 1,5 км — села Протопопівщина і Грицини, за 2 км — села Катеринівка та Сіренки. Поруч проходить автомобільна дорога Т 1906.
До складу села Підопригори входять хутори Великодний, Ворожки та село Галанівка.

## Культура
Щорічно в кінці серпня (2009—2016 роки) в селі виступає відомий український колектив студії «Квартал 95». Безкоштовний концерт студії відбувається з ініціативи та модераторства уродженця Сумської області народного депутата України, генерал-лейтенанта Владислава Бухарєва — Почесного громадянина міста Лебедин та збирає більше 100 тисяч глядачів.

## Історія
- Хутір Підопригори (Підопригорин) на 1862 рік входив до складу Межиріцької волості (Лебединського повіту)[2].

- За даними на 1864 рік в казенному хуторі Підопригори (Підопригорин) Лебединського повіту Харківської губернії, мешкало 110 осіб (48 чоловічої статі та 62 — жіночої), налічувалось 12 дворових господарств[3].

- 12 червня 2020 року, відповідно до Розпорядження Кабінету Міністрів України № 723-р «Про визначення адміністративних центрів та затвердження територій територіальних громад Сумської області» увійшло до складу Лебединської міської громади[4].

- 19 липня 2020 року, після ліквідації Лебединського району, село увійшло до Сумського району.[5]

## Сучасність. Постаті
В часі російсько-української війни 1 березня 2016 року під час несення служби загинув молодший сержант Ворожко Олександр Миколайович.
Похований Литковець Степан Леонідович (1997—2018) — солдат Збройних сил України, учасник російсько-української війни.
- Лобода Едуард Віталійович (1994—2019) — старший солдат Збройних сил України, учасник російсько-української війни[7].